# ثيتل أحمر
ثيتل أحمر أو حَيْرَمة كاما هو نويعٌ من الثيتل. ثوبه أشهب اللون حنطي المواج. ظهرهه يميل إلى السمرة وبطنه إلى البياض. جبهته فحمية وذيله أسود. الأنثى بحجم الذكر لكنها أفتح لونًا. موطنه إفريقية الجنوبية والشرقية. أجله يراوح من 8 إلى 10 أنفار.

## معرِض الصور

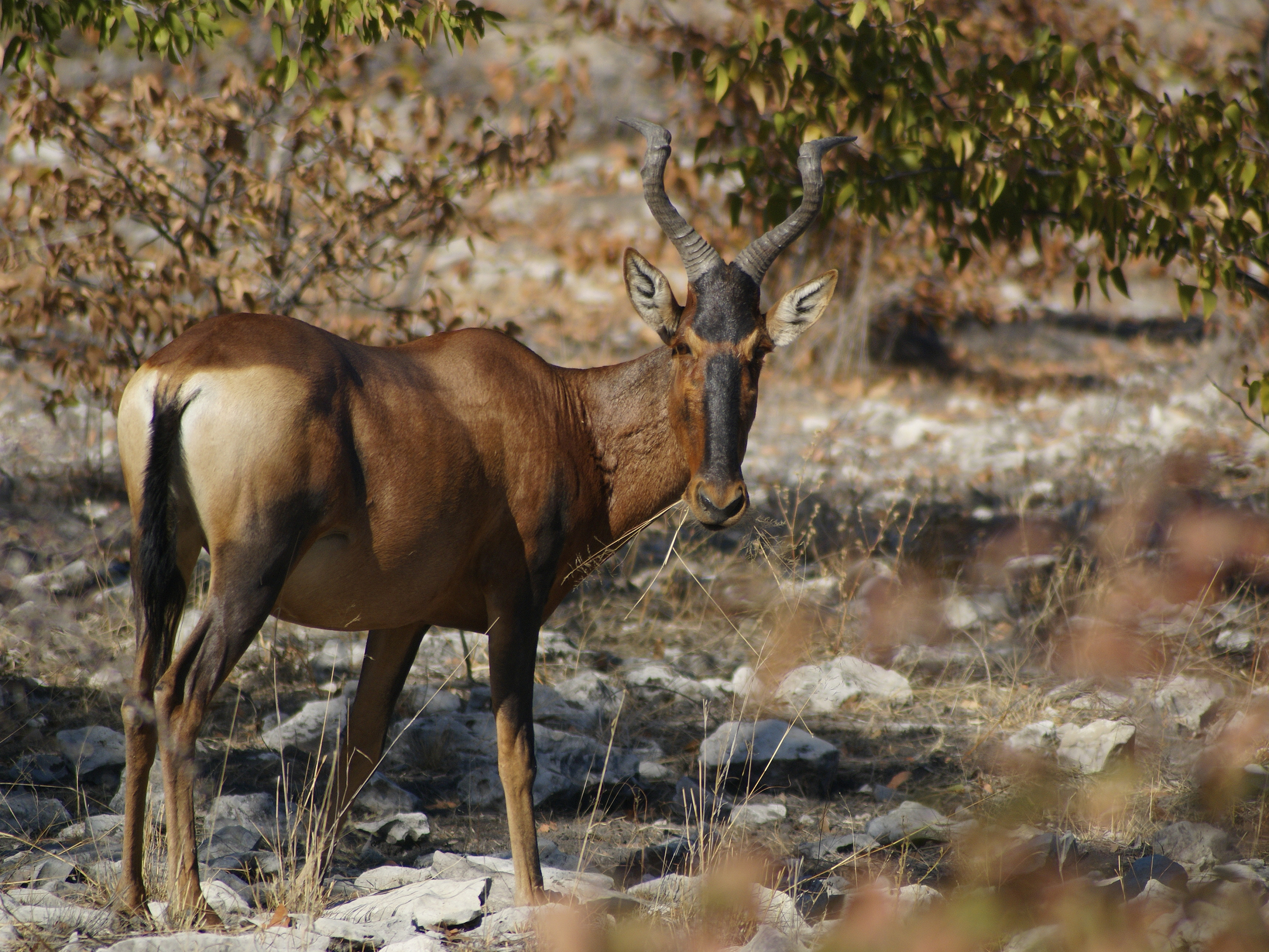
من نَمِبْيَة
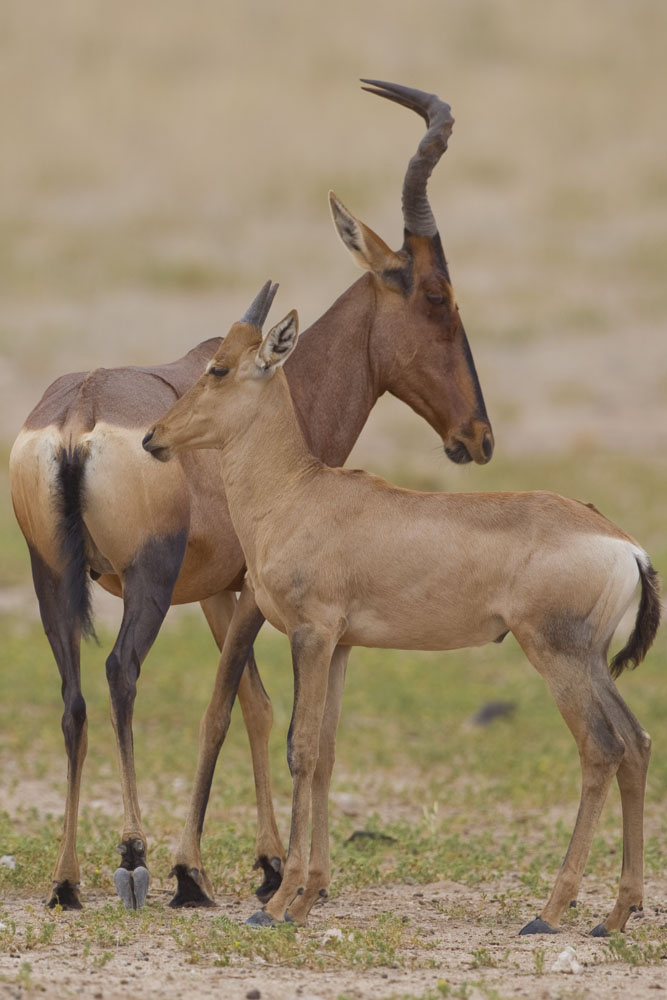
ثيتل أحمر وجُؤْذُره (صغيره) في محمية
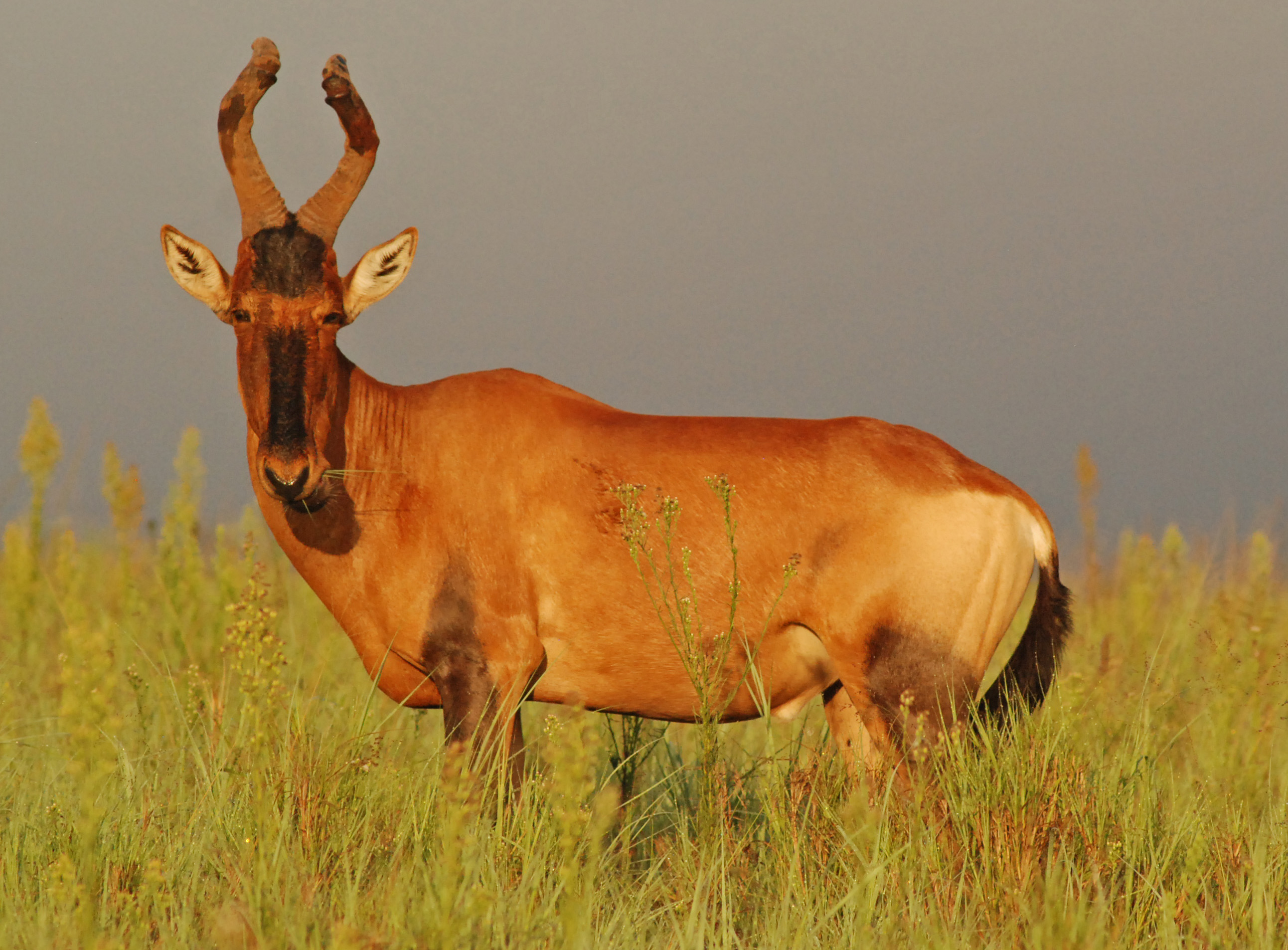
ضوء الصباح يبرز اللون المحمر في حديقة حيوانات أدو الوطنية
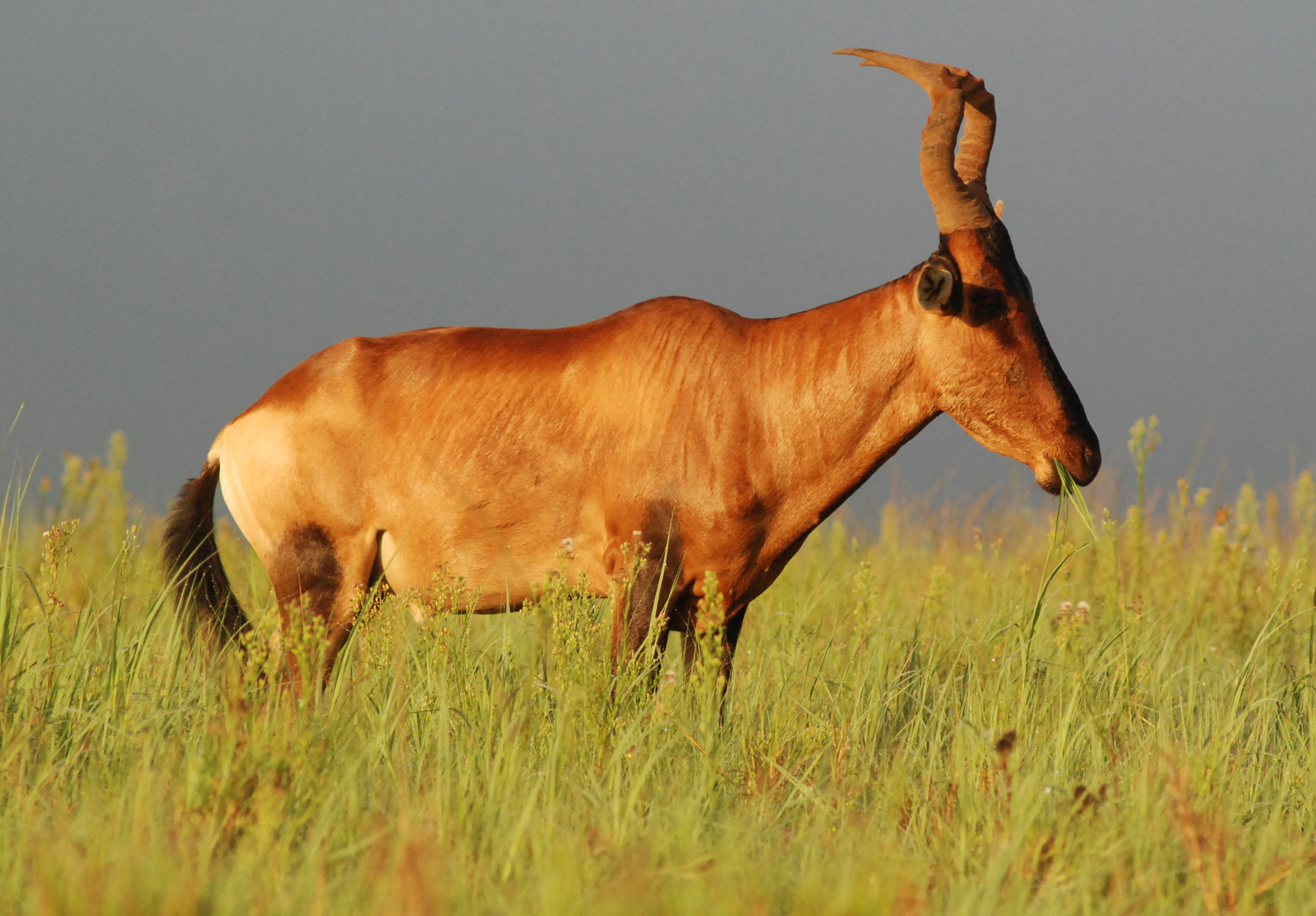
يظهر المظهر الجانبي للقرون المنحنية المميزة حديقة حيوان أدو الوطنية